# Віссермана-1 тема
Те́ма Віссермана-1 — тема в шаховій композиції триходового або багатоходового жанру. Суть теми — варіанти в задачі мають вигляд ніби це фази двоходівки з будь-якою переміною гри.

## Історія
Цю ідею запропонував шаховий композитор з Нідерландів Елтье Віссерман (24.01.1922 — 23.03.1978).
Після вступного ходу у чорних є, як мінімум два захисти. На кожен захист чорних є свій атакувальний хід білих, і тут виникає враження ніби є фази задачі з меншою кількістю ходів, але їх об'єднує вступний хід. В кожній, так би мовити, фазі чорні створюють кілька варіантів захисту, а в результаті в цілому отримується переміна гри, це може бути будь-яка переміна: переміна матів, переміна гри, тощо.
Ця ідея дістала назву — тема Віссермана-1, оскільки є ще й інша ідея Віссермана, яка має назву — тема Віссермана-2.
|   | a | b | c | d | e | f | g | h |   |
| 8 | a8 білий ферзь · h7 білий пішак · d6 білий пішак · a5 білий слон · b5 чорний пішак · c5 білий пішак · d5 білий пішак · e5 чорний пішак · g5 білий кінь · b4 білий пішак · d4 чорний король · e3 чорний пішак · g3 біла тура · h3 чорний пішак · c2 біла тура · f2 чорний кінь · h2 чорна тура · a1 білий король · c1 білий кінь · h1 чорний слон | a8 білий ферзь · h7 білий пішак · d6 білий пішак · a5 білий слон · b5 чорний пішак · c5 білий пішак · d5 білий пішак · e5 чорний пішак · g5 білий кінь · b4 білий пішак · d4 чорний король · e3 чорний пішак · g3 біла тура · h3 чорний пішак · c2 біла тура · f2 чорний кінь · h2 чорна тура · a1 білий король · c1 білий кінь · h1 чорний слон | a8 білий ферзь · h7 білий пішак · d6 білий пішак · a5 білий слон · b5 чорний пішак · c5 білий пішак · d5 білий пішак · e5 чорний пішак · g5 білий кінь · b4 білий пішак · d4 чорний король · e3 чорний пішак · g3 біла тура · h3 чорний пішак · c2 біла тура · f2 чорний кінь · h2 чорна тура · a1 білий король · c1 білий кінь · h1 чорний слон | a8 білий ферзь · h7 білий пішак · d6 білий пішак · a5 білий слон · b5 чорний пішак · c5 білий пішак · d5 білий пішак · e5 чорний пішак · g5 білий кінь · b4 білий пішак · d4 чорний король · e3 чорний пішак · g3 біла тура · h3 чорний пішак · c2 біла тура · f2 чорний кінь · h2 чорна тура · a1 білий король · c1 білий кінь · h1 чорний слон | a8 білий ферзь · h7 білий пішак · d6 білий пішак · a5 білий слон · b5 чорний пішак · c5 білий пішак · d5 білий пішак · e5 чорний пішак · g5 білий кінь · b4 білий пішак · d4 чорний король · e3 чорний пішак · g3 біла тура · h3 чорний пішак · c2 біла тура · f2 чорний кінь · h2 чорна тура · a1 білий король · c1 білий кінь · h1 чорний слон | a8 білий ферзь · h7 білий пішак · d6 білий пішак · a5 білий слон · b5 чорний пішак · c5 білий пішак · d5 білий пішак · e5 чорний пішак · g5 білий кінь · b4 білий пішак · d4 чорний король · e3 чорний пішак · g3 біла тура · h3 чорний пішак · c2 біла тура · f2 чорний кінь · h2 чорна тура · a1 білий король · c1 білий кінь · h1 чорний слон | a8 білий ферзь · h7 білий пішак · d6 білий пішак · a5 білий слон · b5 чорний пішак · c5 білий пішак · d5 білий пішак · e5 чорний пішак · g5 білий кінь · b4 білий пішак · d4 чорний король · e3 чорний пішак · g3 біла тура · h3 чорний пішак · c2 біла тура · f2 чорний кінь · h2 чорна тура · a1 білий король · c1 білий кінь · h1 чорний слон | a8 білий ферзь · h7 білий пішак · d6 білий пішак · a5 білий слон · b5 чорний пішак · c5 білий пішак · d5 білий пішак · e5 чорний пішак · g5 білий кінь · b4 білий пішак · d4 чорний король · e3 чорний пішак · g3 біла тура · h3 чорний пішак · c2 біла тура · f2 чорний кінь · h2 чорна тура · a1 білий король · c1 білий кінь · h1 чорний слон | 8 |
| 7 | a8 білий ферзь · h7 білий пішак · d6 білий пішак · a5 білий слон · b5 чорний пішак · c5 білий пішак · d5 білий пішак · e5 чорний пішак · g5 білий кінь · b4 білий пішак · d4 чорний король · e3 чорний пішак · g3 біла тура · h3 чорний пішак · c2 біла тура · f2 чорний кінь · h2 чорна тура · a1 білий король · c1 білий кінь · h1 чорний слон | a8 білий ферзь · h7 білий пішак · d6 білий пішак · a5 білий слон · b5 чорний пішак · c5 білий пішак · d5 білий пішак · e5 чорний пішак · g5 білий кінь · b4 білий пішак · d4 чорний король · e3 чорний пішак · g3 біла тура · h3 чорний пішак · c2 біла тура · f2 чорний кінь · h2 чорна тура · a1 білий король · c1 білий кінь · h1 чорний слон | a8 білий ферзь · h7 білий пішак · d6 білий пішак · a5 білий слон · b5 чорний пішак · c5 білий пішак · d5 білий пішак · e5 чорний пішак · g5 білий кінь · b4 білий пішак · d4 чорний король · e3 чорний пішак · g3 біла тура · h3 чорний пішак · c2 біла тура · f2 чорний кінь · h2 чорна тура · a1 білий король · c1 білий кінь · h1 чорний слон | a8 білий ферзь · h7 білий пішак · d6 білий пішак · a5 білий слон · b5 чорний пішак · c5 білий пішак · d5 білий пішак · e5 чорний пішак · g5 білий кінь · b4 білий пішак · d4 чорний король · e3 чорний пішак · g3 біла тура · h3 чорний пішак · c2 біла тура · f2 чорний кінь · h2 чорна тура · a1 білий король · c1 білий кінь · h1 чорний слон | a8 білий ферзь · h7 білий пішак · d6 білий пішак · a5 білий слон · b5 чорний пішак · c5 білий пішак · d5 білий пішак · e5 чорний пішак · g5 білий кінь · b4 білий пішак · d4 чорний король · e3 чорний пішак · g3 біла тура · h3 чорний пішак · c2 біла тура · f2 чорний кінь · h2 чорна тура · a1 білий король · c1 білий кінь · h1 чорний слон | a8 білий ферзь · h7 білий пішак · d6 білий пішак · a5 білий слон · b5 чорний пішак · c5 білий пішак · d5 білий пішак · e5 чорний пішак · g5 білий кінь · b4 білий пішак · d4 чорний король · e3 чорний пішак · g3 біла тура · h3 чорний пішак · c2 біла тура · f2 чорний кінь · h2 чорна тура · a1 білий король · c1 білий кінь · h1 чорний слон | a8 білий ферзь · h7 білий пішак · d6 білий пішак · a5 білий слон · b5 чорний пішак · c5 білий пішак · d5 білий пішак · e5 чорний пішак · g5 білий кінь · b4 білий пішак · d4 чорний король · e3 чорний пішак · g3 біла тура · h3 чорний пішак · c2 біла тура · f2 чорний кінь · h2 чорна тура · a1 білий король · c1 білий кінь · h1 чорний слон | a8 білий ферзь · h7 білий пішак · d6 білий пішак · a5 білий слон · b5 чорний пішак · c5 білий пішак · d5 білий пішак · e5 чорний пішак · g5 білий кінь · b4 білий пішак · d4 чорний король · e3 чорний пішак · g3 біла тура · h3 чорний пішак · c2 біла тура · f2 чорний кінь · h2 чорна тура · a1 білий король · c1 білий кінь · h1 чорний слон | 7 |
| 6 | a8 білий ферзь · h7 білий пішак · d6 білий пішак · a5 білий слон · b5 чорний пішак · c5 білий пішак · d5 білий пішак · e5 чорний пішак · g5 білий кінь · b4 білий пішак · d4 чорний король · e3 чорний пішак · g3 біла тура · h3 чорний пішак · c2 біла тура · f2 чорний кінь · h2 чорна тура · a1 білий король · c1 білий кінь · h1 чорний слон | a8 білий ферзь · h7 білий пішак · d6 білий пішак · a5 білий слон · b5 чорний пішак · c5 білий пішак · d5 білий пішак · e5 чорний пішак · g5 білий кінь · b4 білий пішак · d4 чорний король · e3 чорний пішак · g3 біла тура · h3 чорний пішак · c2 біла тура · f2 чорний кінь · h2 чорна тура · a1 білий король · c1 білий кінь · h1 чорний слон | a8 білий ферзь · h7 білий пішак · d6 білий пішак · a5 білий слон · b5 чорний пішак · c5 білий пішак · d5 білий пішак · e5 чорний пішак · g5 білий кінь · b4 білий пішак · d4 чорний король · e3 чорний пішак · g3 біла тура · h3 чорний пішак · c2 біла тура · f2 чорний кінь · h2 чорна тура · a1 білий король · c1 білий кінь · h1 чорний слон | a8 білий ферзь · h7 білий пішак · d6 білий пішак · a5 білий слон · b5 чорний пішак · c5 білий пішак · d5 білий пішак · e5 чорний пішак · g5 білий кінь · b4 білий пішак · d4 чорний король · e3 чорний пішак · g3 біла тура · h3 чорний пішак · c2 біла тура · f2 чорний кінь · h2 чорна тура · a1 білий король · c1 білий кінь · h1 чорний слон | a8 білий ферзь · h7 білий пішак · d6 білий пішак · a5 білий слон · b5 чорний пішак · c5 білий пішак · d5 білий пішак · e5 чорний пішак · g5 білий кінь · b4 білий пішак · d4 чорний король · e3 чорний пішак · g3 біла тура · h3 чорний пішак · c2 біла тура · f2 чорний кінь · h2 чорна тура · a1 білий король · c1 білий кінь · h1 чорний слон | a8 білий ферзь · h7 білий пішак · d6 білий пішак · a5 білий слон · b5 чорний пішак · c5 білий пішак · d5 білий пішак · e5 чорний пішак · g5 білий кінь · b4 білий пішак · d4 чорний король · e3 чорний пішак · g3 біла тура · h3 чорний пішак · c2 біла тура · f2 чорний кінь · h2 чорна тура · a1 білий король · c1 білий кінь · h1 чорний слон | a8 білий ферзь · h7 білий пішак · d6 білий пішак · a5 білий слон · b5 чорний пішак · c5 білий пішак · d5 білий пішак · e5 чорний пішак · g5 білий кінь · b4 білий пішак · d4 чорний король · e3 чорний пішак · g3 біла тура · h3 чорний пішак · c2 біла тура · f2 чорний кінь · h2 чорна тура · a1 білий король · c1 білий кінь · h1 чорний слон | a8 білий ферзь · h7 білий пішак · d6 білий пішак · a5 білий слон · b5 чорний пішак · c5 білий пішак · d5 білий пішак · e5 чорний пішак · g5 білий кінь · b4 білий пішак · d4 чорний король · e3 чорний пішак · g3 біла тура · h3 чорний пішак · c2 біла тура · f2 чорний кінь · h2 чорна тура · a1 білий король · c1 білий кінь · h1 чорний слон | 6 |
| 5 | a8 білий ферзь · h7 білий пішак · d6 білий пішак · a5 білий слон · b5 чорний пішак · c5 білий пішак · d5 білий пішак · e5 чорний пішак · g5 білий кінь · b4 білий пішак · d4 чорний король · e3 чорний пішак · g3 біла тура · h3 чорний пішак · c2 біла тура · f2 чорний кінь · h2 чорна тура · a1 білий король · c1 білий кінь · h1 чорний слон | a8 білий ферзь · h7 білий пішак · d6 білий пішак · a5 білий слон · b5 чорний пішак · c5 білий пішак · d5 білий пішак · e5 чорний пішак · g5 білий кінь · b4 білий пішак · d4 чорний король · e3 чорний пішак · g3 біла тура · h3 чорний пішак · c2 біла тура · f2 чорний кінь · h2 чорна тура · a1 білий король · c1 білий кінь · h1 чорний слон | a8 білий ферзь · h7 білий пішак · d6 білий пішак · a5 білий слон · b5 чорний пішак · c5 білий пішак · d5 білий пішак · e5 чорний пішак · g5 білий кінь · b4 білий пішак · d4 чорний король · e3 чорний пішак · g3 біла тура · h3 чорний пішак · c2 біла тура · f2 чорний кінь · h2 чорна тура · a1 білий король · c1 білий кінь · h1 чорний слон | a8 білий ферзь · h7 білий пішак · d6 білий пішак · a5 білий слон · b5 чорний пішак · c5 білий пішак · d5 білий пішак · e5 чорний пішак · g5 білий кінь · b4 білий пішак · d4 чорний король · e3 чорний пішак · g3 біла тура · h3 чорний пішак · c2 біла тура · f2 чорний кінь · h2 чорна тура · a1 білий король · c1 білий кінь · h1 чорний слон | a8 білий ферзь · h7 білий пішак · d6 білий пішак · a5 білий слон · b5 чорний пішак · c5 білий пішак · d5 білий пішак · e5 чорний пішак · g5 білий кінь · b4 білий пішак · d4 чорний король · e3 чорний пішак · g3 біла тура · h3 чорний пішак · c2 біла тура · f2 чорний кінь · h2 чорна тура · a1 білий король · c1 білий кінь · h1 чорний слон | a8 білий ферзь · h7 білий пішак · d6 білий пішак · a5 білий слон · b5 чорний пішак · c5 білий пішак · d5 білий пішак · e5 чорний пішак · g5 білий кінь · b4 білий пішак · d4 чорний король · e3 чорний пішак · g3 біла тура · h3 чорний пішак · c2 біла тура · f2 чорний кінь · h2 чорна тура · a1 білий король · c1 білий кінь · h1 чорний слон | a8 білий ферзь · h7 білий пішак · d6 білий пішак · a5 білий слон · b5 чорний пішак · c5 білий пішак · d5 білий пішак · e5 чорний пішак · g5 білий кінь · b4 білий пішак · d4 чорний король · e3 чорний пішак · g3 біла тура · h3 чорний пішак · c2 біла тура · f2 чорний кінь · h2 чорна тура · a1 білий король · c1 білий кінь · h1 чорний слон | a8 білий ферзь · h7 білий пішак · d6 білий пішак · a5 білий слон · b5 чорний пішак · c5 білий пішак · d5 білий пішак · e5 чорний пішак · g5 білий кінь · b4 білий пішак · d4 чорний король · e3 чорний пішак · g3 біла тура · h3 чорний пішак · c2 біла тура · f2 чорний кінь · h2 чорна тура · a1 білий король · c1 білий кінь · h1 чорний слон | 5 |
| 4 | a8 білий ферзь · h7 білий пішак · d6 білий пішак · a5 білий слон · b5 чорний пішак · c5 білий пішак · d5 білий пішак · e5 чорний пішак · g5 білий кінь · b4 білий пішак · d4 чорний король · e3 чорний пішак · g3 біла тура · h3 чорний пішак · c2 біла тура · f2 чорний кінь · h2 чорна тура · a1 білий король · c1 білий кінь · h1 чорний слон | a8 білий ферзь · h7 білий пішак · d6 білий пішак · a5 білий слон · b5 чорний пішак · c5 білий пішак · d5 білий пішак · e5 чорний пішак · g5 білий кінь · b4 білий пішак · d4 чорний король · e3 чорний пішак · g3 біла тура · h3 чорний пішак · c2 біла тура · f2 чорний кінь · h2 чорна тура · a1 білий король · c1 білий кінь · h1 чорний слон | a8 білий ферзь · h7 білий пішак · d6 білий пішак · a5 білий слон · b5 чорний пішак · c5 білий пішак · d5 білий пішак · e5 чорний пішак · g5 білий кінь · b4 білий пішак · d4 чорний король · e3 чорний пішак · g3 біла тура · h3 чорний пішак · c2 біла тура · f2 чорний кінь · h2 чорна тура · a1 білий король · c1 білий кінь · h1 чорний слон | a8 білий ферзь · h7 білий пішак · d6 білий пішак · a5 білий слон · b5 чорний пішак · c5 білий пішак · d5 білий пішак · e5 чорний пішак · g5 білий кінь · b4 білий пішак · d4 чорний король · e3 чорний пішак · g3 біла тура · h3 чорний пішак · c2 біла тура · f2 чорний кінь · h2 чорна тура · a1 білий король · c1 білий кінь · h1 чорний слон | a8 білий ферзь · h7 білий пішак · d6 білий пішак · a5 білий слон · b5 чорний пішак · c5 білий пішак · d5 білий пішак · e5 чорний пішак · g5 білий кінь · b4 білий пішак · d4 чорний король · e3 чорний пішак · g3 біла тура · h3 чорний пішак · c2 біла тура · f2 чорний кінь · h2 чорна тура · a1 білий король · c1 білий кінь · h1 чорний слон | a8 білий ферзь · h7 білий пішак · d6 білий пішак · a5 білий слон · b5 чорний пішак · c5 білий пішак · d5 білий пішак · e5 чорний пішак · g5 білий кінь · b4 білий пішак · d4 чорний король · e3 чорний пішак · g3 біла тура · h3 чорний пішак · c2 біла тура · f2 чорний кінь · h2 чорна тура · a1 білий король · c1 білий кінь · h1 чорний слон | a8 білий ферзь · h7 білий пішак · d6 білий пішак · a5 білий слон · b5 чорний пішак · c5 білий пішак · d5 білий пішак · e5 чорний пішак · g5 білий кінь · b4 білий пішак · d4 чорний король · e3 чорний пішак · g3 біла тура · h3 чорний пішак · c2 біла тура · f2 чорний кінь · h2 чорна тура · a1 білий король · c1 білий кінь · h1 чорний слон | a8 білий ферзь · h7 білий пішак · d6 білий пішак · a5 білий слон · b5 чорний пішак · c5 білий пішак · d5 білий пішак · e5 чорний пішак · g5 білий кінь · b4 білий пішак · d4 чорний король · e3 чорний пішак · g3 біла тура · h3 чорний пішак · c2 біла тура · f2 чорний кінь · h2 чорна тура · a1 білий король · c1 білий кінь · h1 чорний слон | 4 |
| 3 | a8 білий ферзь · h7 білий пішак · d6 білий пішак · a5 білий слон · b5 чорний пішак · c5 білий пішак · d5 білий пішак · e5 чорний пішак · g5 білий кінь · b4 білий пішак · d4 чорний король · e3 чорний пішак · g3 біла тура · h3 чорний пішак · c2 біла тура · f2 чорний кінь · h2 чорна тура · a1 білий король · c1 білий кінь · h1 чорний слон | a8 білий ферзь · h7 білий пішак · d6 білий пішак · a5 білий слон · b5 чорний пішак · c5 білий пішак · d5 білий пішак · e5 чорний пішак · g5 білий кінь · b4 білий пішак · d4 чорний король · e3 чорний пішак · g3 біла тура · h3 чорний пішак · c2 біла тура · f2 чорний кінь · h2 чорна тура · a1 білий король · c1 білий кінь · h1 чорний слон | a8 білий ферзь · h7 білий пішак · d6 білий пішак · a5 білий слон · b5 чорний пішак · c5 білий пішак · d5 білий пішак · e5 чорний пішак · g5 білий кінь · b4 білий пішак · d4 чорний король · e3 чорний пішак · g3 біла тура · h3 чорний пішак · c2 біла тура · f2 чорний кінь · h2 чорна тура · a1 білий король · c1 білий кінь · h1 чорний слон | a8 білий ферзь · h7 білий пішак · d6 білий пішак · a5 білий слон · b5 чорний пішак · c5 білий пішак · d5 білий пішак · e5 чорний пішак · g5 білий кінь · b4 білий пішак · d4 чорний король · e3 чорний пішак · g3 біла тура · h3 чорний пішак · c2 біла тура · f2 чорний кінь · h2 чорна тура · a1 білий король · c1 білий кінь · h1 чорний слон | a8 білий ферзь · h7 білий пішак · d6 білий пішак · a5 білий слон · b5 чорний пішак · c5 білий пішак · d5 білий пішак · e5 чорний пішак · g5 білий кінь · b4 білий пішак · d4 чорний король · e3 чорний пішак · g3 біла тура · h3 чорний пішак · c2 біла тура · f2 чорний кінь · h2 чорна тура · a1 білий король · c1 білий кінь · h1 чорний слон | a8 білий ферзь · h7 білий пішак · d6 білий пішак · a5 білий слон · b5 чорний пішак · c5 білий пішак · d5 білий пішак · e5 чорний пішак · g5 білий кінь · b4 білий пішак · d4 чорний король · e3 чорний пішак · g3 біла тура · h3 чорний пішак · c2 біла тура · f2 чорний кінь · h2 чорна тура · a1 білий король · c1 білий кінь · h1 чорний слон | a8 білий ферзь · h7 білий пішак · d6 білий пішак · a5 білий слон · b5 чорний пішак · c5 білий пішак · d5 білий пішак · e5 чорний пішак · g5 білий кінь · b4 білий пішак · d4 чорний король · e3 чорний пішак · g3 біла тура · h3 чорний пішак · c2 біла тура · f2 чорний кінь · h2 чорна тура · a1 білий король · c1 білий кінь · h1 чорний слон | a8 білий ферзь · h7 білий пішак · d6 білий пішак · a5 білий слон · b5 чорний пішак · c5 білий пішак · d5 білий пішак · e5 чорний пішак · g5 білий кінь · b4 білий пішак · d4 чорний король · e3 чорний пішак · g3 біла тура · h3 чорний пішак · c2 біла тура · f2 чорний кінь · h2 чорна тура · a1 білий король · c1 білий кінь · h1 чорний слон | 3 |
| 2 | a8 білий ферзь · h7 білий пішак · d6 білий пішак · a5 білий слон · b5 чорний пішак · c5 білий пішак · d5 білий пішак · e5 чорний пішак · g5 білий кінь · b4 білий пішак · d4 чорний король · e3 чорний пішак · g3 біла тура · h3 чорний пішак · c2 біла тура · f2 чорний кінь · h2 чорна тура · a1 білий король · c1 білий кінь · h1 чорний слон | a8 білий ферзь · h7 білий пішак · d6 білий пішак · a5 білий слон · b5 чорний пішак · c5 білий пішак · d5 білий пішак · e5 чорний пішак · g5 білий кінь · b4 білий пішак · d4 чорний король · e3 чорний пішак · g3 біла тура · h3 чорний пішак · c2 біла тура · f2 чорний кінь · h2 чорна тура · a1 білий король · c1 білий кінь · h1 чорний слон | a8 білий ферзь · h7 білий пішак · d6 білий пішак · a5 білий слон · b5 чорний пішак · c5 білий пішак · d5 білий пішак · e5 чорний пішак · g5 білий кінь · b4 білий пішак · d4 чорний король · e3 чорний пішак · g3 біла тура · h3 чорний пішак · c2 біла тура · f2 чорний кінь · h2 чорна тура · a1 білий король · c1 білий кінь · h1 чорний слон | a8 білий ферзь · h7 білий пішак · d6 білий пішак · a5 білий слон · b5 чорний пішак · c5 білий пішак · d5 білий пішак · e5 чорний пішак · g5 білий кінь · b4 білий пішак · d4 чорний король · e3 чорний пішак · g3 біла тура · h3 чорний пішак · c2 біла тура · f2 чорний кінь · h2 чорна тура · a1 білий король · c1 білий кінь · h1 чорний слон | a8 білий ферзь · h7 білий пішак · d6 білий пішак · a5 білий слон · b5 чорний пішак · c5 білий пішак · d5 білий пішак · e5 чорний пішак · g5 білий кінь · b4 білий пішак · d4 чорний король · e3 чорний пішак · g3 біла тура · h3 чорний пішак · c2 біла тура · f2 чорний кінь · h2 чорна тура · a1 білий король · c1 білий кінь · h1 чорний слон | a8 білий ферзь · h7 білий пішак · d6 білий пішак · a5 білий слон · b5 чорний пішак · c5 білий пішак · d5 білий пішак · e5 чорний пішак · g5 білий кінь · b4 білий пішак · d4 чорний король · e3 чорний пішак · g3 біла тура · h3 чорний пішак · c2 біла тура · f2 чорний кінь · h2 чорна тура · a1 білий король · c1 білий кінь · h1 чорний слон | a8 білий ферзь · h7 білий пішак · d6 білий пішак · a5 білий слон · b5 чорний пішак · c5 білий пішак · d5 білий пішак · e5 чорний пішак · g5 білий кінь · b4 білий пішак · d4 чорний король · e3 чорний пішак · g3 біла тура · h3 чорний пішак · c2 біла тура · f2 чорний кінь · h2 чорна тура · a1 білий король · c1 білий кінь · h1 чорний слон | a8 білий ферзь · h7 білий пішак · d6 білий пішак · a5 білий слон · b5 чорний пішак · c5 білий пішак · d5 білий пішак · e5 чорний пішак · g5 білий кінь · b4 білий пішак · d4 чорний король · e3 чорний пішак · g3 біла тура · h3 чорний пішак · c2 біла тура · f2 чорний кінь · h2 чорна тура · a1 білий король · c1 білий кінь · h1 чорний слон | 2 |
| 1 | a8 білий ферзь · h7 білий пішак · d6 білий пішак · a5 білий слон · b5 чорний пішак · c5 білий пішак · d5 білий пішак · e5 чорний пішак · g5 білий кінь · b4 білий пішак · d4 чорний король · e3 чорний пішак · g3 біла тура · h3 чорний пішак · c2 біла тура · f2 чорний кінь · h2 чорна тура · a1 білий король · c1 білий кінь · h1 чорний слон | a8 білий ферзь · h7 білий пішак · d6 білий пішак · a5 білий слон · b5 чорний пішак · c5 білий пішак · d5 білий пішак · e5 чорний пішак · g5 білий кінь · b4 білий пішак · d4 чорний король · e3 чорний пішак · g3 біла тура · h3 чорний пішак · c2 біла тура · f2 чорний кінь · h2 чорна тура · a1 білий король · c1 білий кінь · h1 чорний слон | a8 білий ферзь · h7 білий пішак · d6 білий пішак · a5 білий слон · b5 чорний пішак · c5 білий пішак · d5 білий пішак · e5 чорний пішак · g5 білий кінь · b4 білий пішак · d4 чорний король · e3 чорний пішак · g3 біла тура · h3 чорний пішак · c2 біла тура · f2 чорний кінь · h2 чорна тура · a1 білий король · c1 білий кінь · h1 чорний слон | a8 білий ферзь · h7 білий пішак · d6 білий пішак · a5 білий слон · b5 чорний пішак · c5 білий пішак · d5 білий пішак · e5 чорний пішак · g5 білий кінь · b4 білий пішак · d4 чорний король · e3 чорний пішак · g3 біла тура · h3 чорний пішак · c2 біла тура · f2 чорний кінь · h2 чорна тура · a1 білий король · c1 білий кінь · h1 чорний слон | a8 білий ферзь · h7 білий пішак · d6 білий пішак · a5 білий слон · b5 чорний пішак · c5 білий пішак · d5 білий пішак · e5 чорний пішак · g5 білий кінь · b4 білий пішак · d4 чорний король · e3 чорний пішак · g3 біла тура · h3 чорний пішак · c2 біла тура · f2 чорний кінь · h2 чорна тура · a1 білий король · c1 білий кінь · h1 чорний слон | a8 білий ферзь · h7 білий пішак · d6 білий пішак · a5 білий слон · b5 чорний пішак · c5 білий пішак · d5 білий пішак · e5 чорний пішак · g5 білий кінь · b4 білий пішак · d4 чорний король · e3 чорний пішак · g3 біла тура · h3 чорний пішак · c2 біла тура · f2 чорний кінь · h2 чорна тура · a1 білий король · c1 білий кінь · h1 чорний слон | a8 білий ферзь · h7 білий пішак · d6 білий пішак · a5 білий слон · b5 чорний пішак · c5 білий пішак · d5 білий пішак · e5 чорний пішак · g5 білий кінь · b4 білий пішак · d4 чорний король · e3 чорний пішак · g3 біла тура · h3 чорний пішак · c2 біла тура · f2 чорний кінь · h2 чорна тура · a1 білий король · c1 білий кінь · h1 чорний слон | a8 білий ферзь · h7 білий пішак · d6 білий пішак · a5 білий слон · b5 чорний пішак · c5 білий пішак · d5 білий пішак · e5 чорний пішак · g5 білий кінь · b4 білий пішак · d4 чорний король · e3 чорний пішак · g3 біла тура · h3 чорний пішак · c2 біла тура · f2 чорний кінь · h2 чорна тура · a1 білий король · c1 білий кінь · h1 чорний слон | 1 |
|   | a | b | c | d | e | f | g | h |   |

FEN: Q7/7P/3P4/BpPPp1N1/1P1k4/4p1Rp/2R2n1r/K1N4b
1. Bb6! ~ Zz
1. ... Rg2 2. Qg8 ~ 3. c6#
              2. ... Se4 3. Sf3#
              2. ... Sd3 3. Sb3#
1. ... Bg2 2. Qa2 ~ 3. c6#
              2. ... Se4 3. Se6#
              2. ... Sd3 3. Se2#
На ходи чорних 2. ... Se4, Sd3 пройшла проста переміна матів.